# Xue Yue
Xue Yue (薛岳S, Xuē YuèP; Shaoguan, 26 dicembre 1896 – Contea di Chiayi, 3 maggio 1998) è stato un generale cinese dell'Esercito Rivoluzionario Nazionale, soprannominato da Claire Chennault delle Tigri Volanti, il "Patton d'Asia" e chiamato dai cinesi il "Dio della guerra" (戰神).

## Biografia

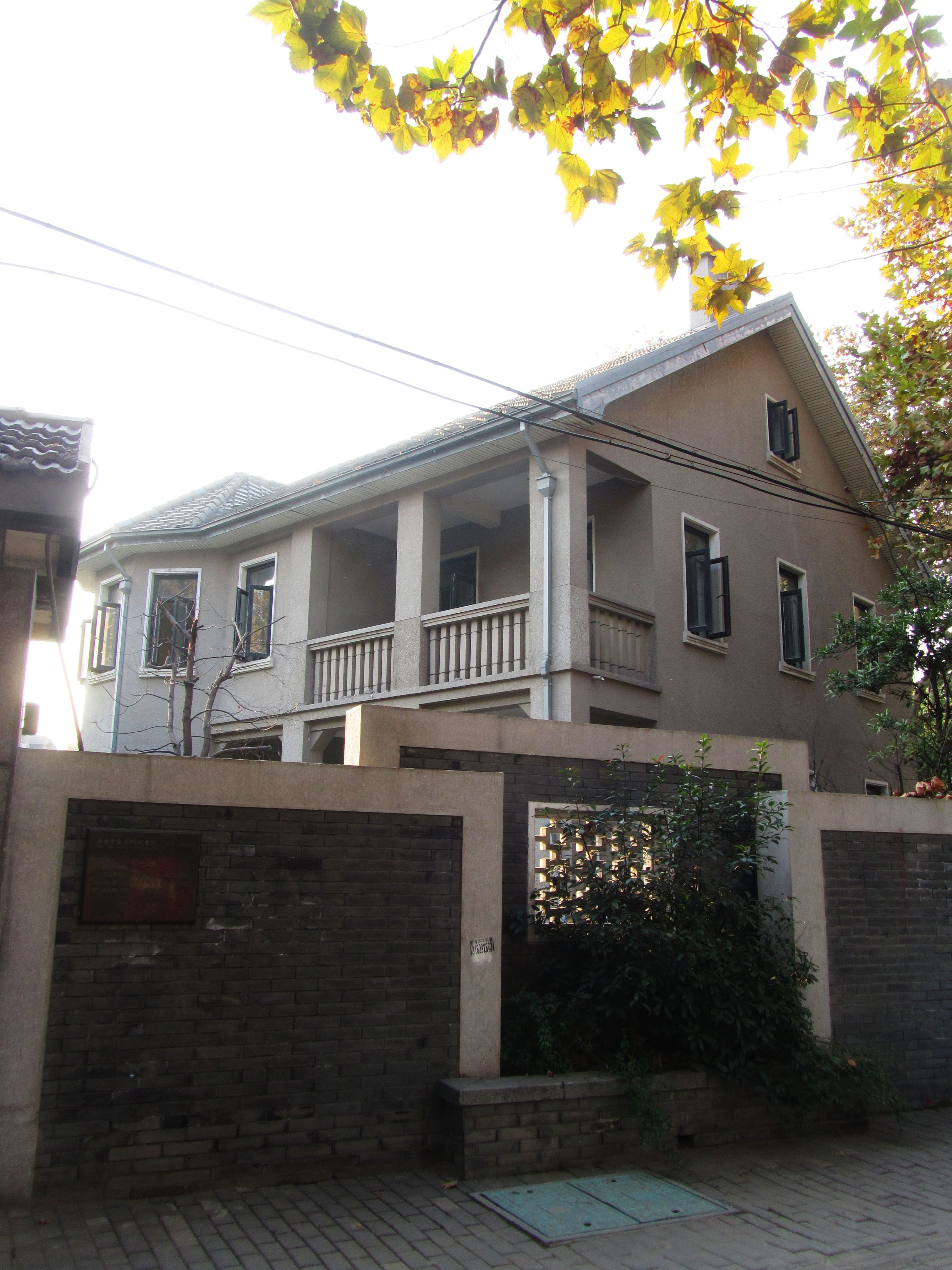
L'antica residenza di Xue Yue a Nanchino.

### Primi anni e carriera
Xue Yue nacque da una famiglia di contadini di etnia Hakka a Shaoguan, nel Guangdong nel 1896. Xue si unì al Tongmenghui nel 1909. Nella primavera del 1912 fu ammesso alla scuola elementare militare del Guangdong. Nel 1917 fu ammesso alla sesta classe dell'Accademia militare di Baoding. Tuttavia, nel luglio 1918, partì a sud per Canton e si unì a un esercito creato da Sun Yat-sen e Chen Jiongming con il grado di capitano. Successivamente, divenne comandante del primo battaglione della guardia del corpo di Sun. Quando Sun e Chen ruppero i rapporti, Xue scortò in salvo Song Qingling, la moglie di Sun.
Xue fu uno dei comandanti nazionalisti più efficaci della spedizione del Nord, servendo come comandante della 1ª Divisione della 1ª Armata. Prima dell'incidente del 12 aprile 1927 suggerì al Comitato centrale del Partito Comunista Cinese di arrestare Chiang Kai-shek come controrivoluzionario e dopo che quest'ultimo ruppe con il Primo Fronte Unito, Xue fu costretto a lasciare la 1ª Armata. Tornò nel Guangdong per servire come comandante di divisione sotto Li Jishen. Dopo i disordini politici che videro Chiang tornare al potere, Xue si unì a Zhang Fakui e prestò servizio nella 4ª Armata del Guangdong. Durante la rivolta di Canton le truppe di Xue furono chiamate in città per aiutare a reprimere i comunisti. A causa delle perdite subite nel corso dell'ultima parte del 1927, la 4ª Armata accettò l'offerta di Chiang di riorganizzarsi. Tuttavia, le divisioni interne videro il nuovo comandante Miao Peinan costretto a dimettersi e il ritorno di Zhang Fakui come comandante della 4ª Armata del Guangdong. Xue fu promosso per diventare il vice di Zhang.
Durante la guerra delle Pianure centrali la 4ª Armata del Guangdong sostenne la nuova cricca del Guangxi nell'opposizione a Chiang. Durante l'ingresso delle forze combinate a Hengyang, la loro linea di ritirata fu interrotta da Jiang Guangnai e Cai Tingkai. Nella successiva battaglia di Hengyang, l'esercito combinato Guangdong-Guangxi subì una grave sconfitta. La 4ª Armata del Guangdong fu costretta a unirsi a Chiang, Zhang Fakui fu costretto a dimettersi e Xue fu promosso al comando della forza armata.
Durante la prima fase della guerra civile cinese, il Generalissimo Chiang Kai-shek ordinò a Xue di guidare la 1ª Armata del Guangdong per attaccare i comunisti cinesi durante la quinta campagna di accerchiamento contro il Soviet del Jiangxi, costringendoli a iniziare la Lunga marcia. Le sue forze inseguirono la ritirata comunista fino al Sichuan e al Guizhou, fino a quando le forze comuniste si ritirarono attraverso le grandi paludi e alla fine fuggirono nello Shaanxi. Xue quindi riorganizzò le sue forze e continuò a marciare senza fermarsi nella Cina centrale e sconfisse famosi generali dell'Armata Rossa Cinese come He Long e Ye Ting. Chiang Kai-shek per questo lo riconobbe come "un vero esempio di ufficiale cinese".

### Seconda guerra sino-giapponese
Dopo l'incidente di Xi'an tuttavia la lealtà di Xue fu messa in dubbio dopo che si offrì di arrestare personalmente Chiang e consegnarlo ai comunisti se si fosse rifiutato di combattere immediatamente i giapponesi. Sebbene si riconciliò immediatamente con Chiang, i suoi rapporti con il Kuomintang furono tesi durante la seconda guerra sino-giapponese.
Xue comandò il 19º gruppo armate che combatté nella battaglia di Shanghai. Più tardi durante la Campagna della battaglia dello Henan settentrionale e orientale (gennaio - giugno 1938) comandò l'Esercito dello Henan orientale.
Xue fu anche coinvolto nella battaglia di Wuhan come comandante del 1º Corpo d'armata. Nelle montagne a nord-ovest di Wuhan, Xue riuscì quasi a distruggere l'intera 106ª Divisione dell'Esercito imperiale giapponese. Durante la battaglia la maggior parte degli ufficiali giapponesi furono uccisi e i giapponesi dovettero lanciare 300 ufficiali con il paracadute sul campo di battaglia. Questa fu l'unica occasione in cui l'esercito imperiale giapponese dovette ricorrere alla strategia aviotrasportata per salvare un'intera divisione dell'eliminazione da parte delle forze nemiche durante la seconda guerra mondiale.
Xue fu anche responsabile delle vittorie del 9° Fronte nella prima, seconda e terza battaglia di Changsha. Le sue forze del 9° Fronte furono vittoriose anche nella battaglia di Changde ma furono sconfitte nella quarta battaglia di Changsha del 1944.
Il Kuomintang e il generale Joseph Stilwell non lo avrebbero né sostenuto né avrebbero rifornito i suoi soldati con munizioni per combattere i giapponesi a causa della convenzione di Stilwell che ci fosse una corruzione dilagante all'interno dell'esercito del partito. Per lo sgomento di Stilwell, tuttavia, le forze aeree del generale Claire Chennault fornirono a Xue munizioni per tutta la durata della guerra, ogni volta che ciò fosse possibile. Il 9° Fronte di Xue era anche responsabile della protezione degli aeroporti di Chennault.
Chennault e Xue diventarono fratelli giurati e rimasero intimi amici fino alla morte di Chennault nel 1958. Il generale statunitense racconta anche nelle sue memorie "Way of a Fighter" che nel luglio del 1945, proprio quando si era dimesso, fece un viaggio oltre le linee nemiche per vedere Xue Yue. (Nelle sue memorie Chennault si riferisce a Xue Yue come Hsueh Yo).

### Guerra civile cinese e anni successivi
Dopo la fine della seconda guerra mondiale Xue rifiutò di scambiare il suo oro con la valuta cartacea Yuan d'oro come imposto dalla legge. Quando Huang Shaohong informò Xue che ciò era illegale lui rispose che il suo oro e quello dei suoi subordinati erano stati pagati con il sangue e che ne era personalmente responsabile.
Quando Chiang e il governo nazionalista si ritirarono a Taiwan nel 1949 Xue fu incaricato di difendere l'Isola di Hainan. L'Esercito Popolare di Liberazione comunista sconfisse le forze nazionaliste già demoralizzate. Xue partì per Taiwan dopo il crollo della difesa dell'isola. A Taiwan servì come consulente del Capo dello Staff ma solo di nome. Fu Maestro di Cerimonia, un titolo onorifico, ai funerali di Chiang Kai-shek nel 1975. Visse fino al 1998, quando morì all'età di 101 anni.